# جفره ماتا
جفره ماتا (انگلیسی: Jofre Mateu؛ زادهٔ ۲۴ ژانویهٔ ۱۹۸۰) بازیکن فوتبال اهل اسپانیا است.
از باشگاه‌هایی که در آن بازی کرده‌است می‌توان به باشگاه فوتبال اسپانیول، باشگاه ورزشی رئال مایورکا، باشگاه فوتبال رایو وایکانو، باشگاه فوتبال بارسلونا سی، باشگاه فوتبال رئال مورسیا، باشگاه فوتبال لوانته، باشگاه فوتبال رئال وایادولید، باشگاه فوتبال ژیرونا، باشگاه فوتبال گوآ، باشگاه فوتبال بارسلونا بی، و باشگاه فوتبال بارسلونا اشاره کرد.
وی همچنین در تیم ملی فوتبال زیر ۱۸ سال اسپانیا بازی کرده‌است.